# Alopochen
Alopochen – rodzaj ptaków z podrodziny kaczek (Anatinae) w rodzinie kaczkowatych (Anatidae).

## Zasięg występowania
Rodzaj obejmuje jeden żyjący gatunek występujący w Afryce.

## Morfologia
Długość ciała 63–73 cm; rozpiętość skrzydeł 134–154 cm; masa ciała 1500–2348 g.

## Systematyka

### Etymologia
- Alopochen: gr. αλωπος alōpos „podobny do lisa”, od αλωπηξ alōpēx, αλωπεκος alōpekos „lis”; χην khēn, χηνος khēnos „gęś”. Kazarka egipska znana była w starożytnej Grecji pod nazwą χηναλωπηξ khēnalōpēx – lis-gęś, z powodu koloru upierzenia i jej zdolności do ochrony swoich młodych przed lisami (choć nazwa ta w równym stopniu mogła odnosić się również do kazarki rdzawej (Tadorna ferruginea))[8].
- Chenalopex (Chenelopex): łac. chenalopex, chenalopeces „lis-gęś”, od gr. χηναλωπηξ khēnalōpēx, χηναλωπεκος khēnalōpekos „lis-gęś”, generalnie identyfikowane jako kazarka egipska, od χην khēn, χηνος khēnos „gęś”; αλωπηξ alōpēx, αλωπεκος alōpekos „lis”[9]. Gatunek typowy: Anas aegyptiaca Linnaeus, 1758.
- Mascarenachen: Maskareny; gr. χην khēn, χηνος khēnos „gęś”[10]. Gatunek typowy: Mascarenachen kervazoi Cowles, 1994.

### Podział systematyczny
Do rodzaju należą następujące gatunki:
- Alopochen aegyptiaca – kazarka egipska
- Alopochen mauritiana – kazarka maurytyjska – takson wymarły najprawdopodobniej pod koniec XVII wieku[12], endemiczny dla Mauritiusu[13]
- Alopochen kervazoi – kazarka reuniońska – takson wymarły najprawdopodobniej w XVII wieku[14], endemiczny dla wyspy Reunion[13]